# Selección de balonmano de los Países Bajos
La Selección de balonmano de los Países Bajos es la selección de balonmano masculino de dicho país.

## Historial

### Juegos Olímpicos
| - 1936 - No participó - 1972 - No participó - 1976 - No participó - 1980 - No participó - 1984 - No participó | - 1988 - No participó - 1992 - No participó - 1996 - No participó - 2000 - No participó - 2004 - No participó | - 2008 - No participó - 2012 - No participó - 2016 - No participó - 2020 - No participó |

### Campeonatos del Mundo
| - 1938 - No participó - 1954 - No participó - 1958 - No participó - 1961 - 11.ª plaza - 1964 - No participó - 1967 - No participó - 1970 - No participó - 1974 - No participó - 1978 - No participó - 1982 - No participó | - 1986 - No participó - 1990 - No participó - 1993 - No participó - 1995 - No participó - 1997 - No participó - 1999 - No participó - 2001 - No participó - 2003 - No participó - 2005 - No participó - 2007 - No participó | - 2009 - No participó - 2011 - No participó - 2013 - No participó - 2015 - No participó - 2017 - No participó - 2019 - No participó - 2021 - No participó - 2023 - 14.ª plaza |

### Campeonatos de Europa
| - 1994 - No participó - 1996 - No participó - 1998 - No participó - 2000 - No participó - 2002 - No participó - 2004 - No participó | - 2006 - No participó - 2008 - No participó - 2010 - No participó - 2012 - No participó - 2014 - No participó - 2016 - No participó | - 2018 - No participó - 2020 - 17.ª plaza - 2022 - 10.ª plaza - 2024 - 12.ª plaza |

### Última convocatoria
Convocatoria del seleccionador nacional Staffan Olsson para el Campeonato Europeo de Balonmano Masculino de 2024:
| Dorsal | Posición          | Nombre            | Edad | Altura (m) | Peso (kg) | Partidos | Goles | Club                  |
| ------ | ----------------- | ----------------- | ---- | ---------- | --------- | -------- | ----- | --------------------- |
| 1      | Portero           | Bart Ravensbergen | 30   | 1.90       | 92        | 95       | 13    | Frisch Auf Göppingen  |
| 3      | Central           | Ivar Stavast      | 26   | 1.91       | 95        | 34       | 39    | HC Elbflorenz Dresden |
| 4      | Lateral izquierdo | Janik van Zundert | 21   | 1.91       |           | 3        | 0     | Bevo HC               |
| 5      | Extremo izquierdo | Rutger ten Velde  | 26   | 1.78       | 78        | 56       | 128   | TuS N-Lübbecke        |
| 6      | Lateral izquierdo | Niko Blaauw       | 22   | 1.90       | 86        | 8        | 2     | VfL Lübeck-Schwartau  |
| 7      | Lateral izquierdo | Robin Schoenaker  | 28   | 1.96       | 105       | 47       | 8     | Sporting Pelt         |
| 11     | Lateral derecho   | Leonel Fernandes  | 33   | 1.92       | 95        | 104      | 191   | GC Amicitia Zürich    |
| 13     | Pivote            | Samir Benghanem   | 30   | 1.94       | 105       | 62       | 117   | HV Aalsmeer           |
| 14     | Extremo derecho   | Bobby Schagen     | 34   | 1.90       | 86        | 126      | 389   | TBV Lemgo             |
| 15     | Pivote            | Lars Kooij        | 23   | 1.99       | 100       | 9        | 4     | TV Emsdetten          |
| 17     | Extremo derecho   | Kaj Geenen        | 20   | 1.80       | 83        | 5        | 1     | VfL Lübeck-Schwartau  |
| 20     | Lateral derecho   | Niels Versteijnen | 21   | 2.00       | 95        | 34       | 40    | TBV Lemgo             |
| 21     | Pivote            | Martijn Kleijkers | 22   | 90         |           | 0        | 0     | HV Sittardia          |
| 22     | Central           | Luc Steins        | 28   | 1.73       | 72        | 100      | 280   | Paris Saint-Germain   |
| 23     | Lateral derecho   | Jorn Smits        | 31   | 1.93       | 90        | 64       | 85    | Lemvig HB             |
| 27     | Extremo derecho   | Alec Smit         | 24   | 1.82       | 80        | 47       | 56    | SønderjyskE HB        |
| 28     | Pivote            | Tim Claessens     | 25   | 1.97       | 111       | 6        | 1     | Achilles Bocholt      |
| 30     | Portero           | Arjan Versteijnen | 23   | 1.93       | 103       | 17       | 1     | Bevo HC               |
| 33     | Central           | Thomas Houtepen   | 21   | 1.83       | 75        | 4        | 1     | TBV Lemgo             |
| 77     | Central           | Dani Baijens      | 25   | 1.82       | 93        | 70       | 187   | HSV Hamburgo          |